# Міллгаузен (Індіана)
Міллгаузен (англ. Millhousen) — місто (англ. town) в США, в окрузі Декатур штату Індіана. Населення — 149 осіб (2020).

## Географія
Міллгаузен розташований за координатами 39°12′41″ пн. ш. 85°26′6″ зх. д. / 39.21139° пн. ш. 85.43500° зх. д. (39.211475, -85.435018).  За даними Бюро перепису населення США в 2010 році місто мало площу 2,62 км², уся площа — суходіл.

## Демографія
Згідно з переписом 2010 року, у місті мешкало 127 осіб у 52 домогосподарствах у складі 31 родини. Густота населення становила 49 осіб/км².  Було 60 помешкань (23/км²).
Расовий склад населення:
| - 99,2 % — білих |

До двох чи більше рас належало 0,8 %. Частка іспаномовних становила 0,0 % від усіх жителів.
За віковим діапазоном населення розподілялося таким чином: 28,3 % — особи молодші 18 років, 59,9 % — особи у віці 18—64 років, 11,8 % — особи у віці 65 років та старші. Медіана віку мешканця становила 32,9 року. На 100 осіб жіночої статі у місті припадало 98,4 чоловіків;  на 100 жінок у віці від 18 років та старших — 97,8 чоловіків також старших 18 років.
Середній дохід на одне домашнє господарство  становив 70 324 долари США (медіана — 73 438), а середній дохід на одну сім'ю — 73 002 долари (медіана — 78 750). За межею бідності перебувало 1,9 % осіб, у тому числі 0,0 % дітей у віці до 18 років та 0,0 % осіб у віці 65 років та старших.
Цивільне працевлаштоване населення становило 88 осіб. Основні галузі зайнятості: виробництво — 31,8 %, освіта, охорона здоров'я та соціальна допомога — 14,8 %, науковці, спеціалісти, менеджери — 12,5 %, публічна адміністрація — 11,4 %.